# Rabdophaga rosaria
De gewone wilgenroosjesgalmug (Rabdophaga rosaria) is een muggensoort uit de familie van de galmuggen (Cecidomyiidae). De wetenschappelijke naam van de soort is voor het eerst geldig gepubliceerd in 1850 door Hermann Loew.

## Kenmerken
De vorm is rozetvormig en 10-40mm breed. Hij komt meestal voor aan het einde van de takken. De kleur is groen, in de winter verdroogd tot bruin.

## Waardplanten
De gewone wilgenroosjesgalmug komt voor op wilgen, zoals schietwilg en amandelwilg. 